# واترینگ‌بری
واترینگ‌بری (به انگلیسی: Wateringbury) یک روستا و محله مدنی در بریتانیا است که در Tonbridge and Malling واقع شده‌است. واترینگ‌بری ۲٬۰۱۵ نفر جمعیت دارد.